# Brännkyrkagatan

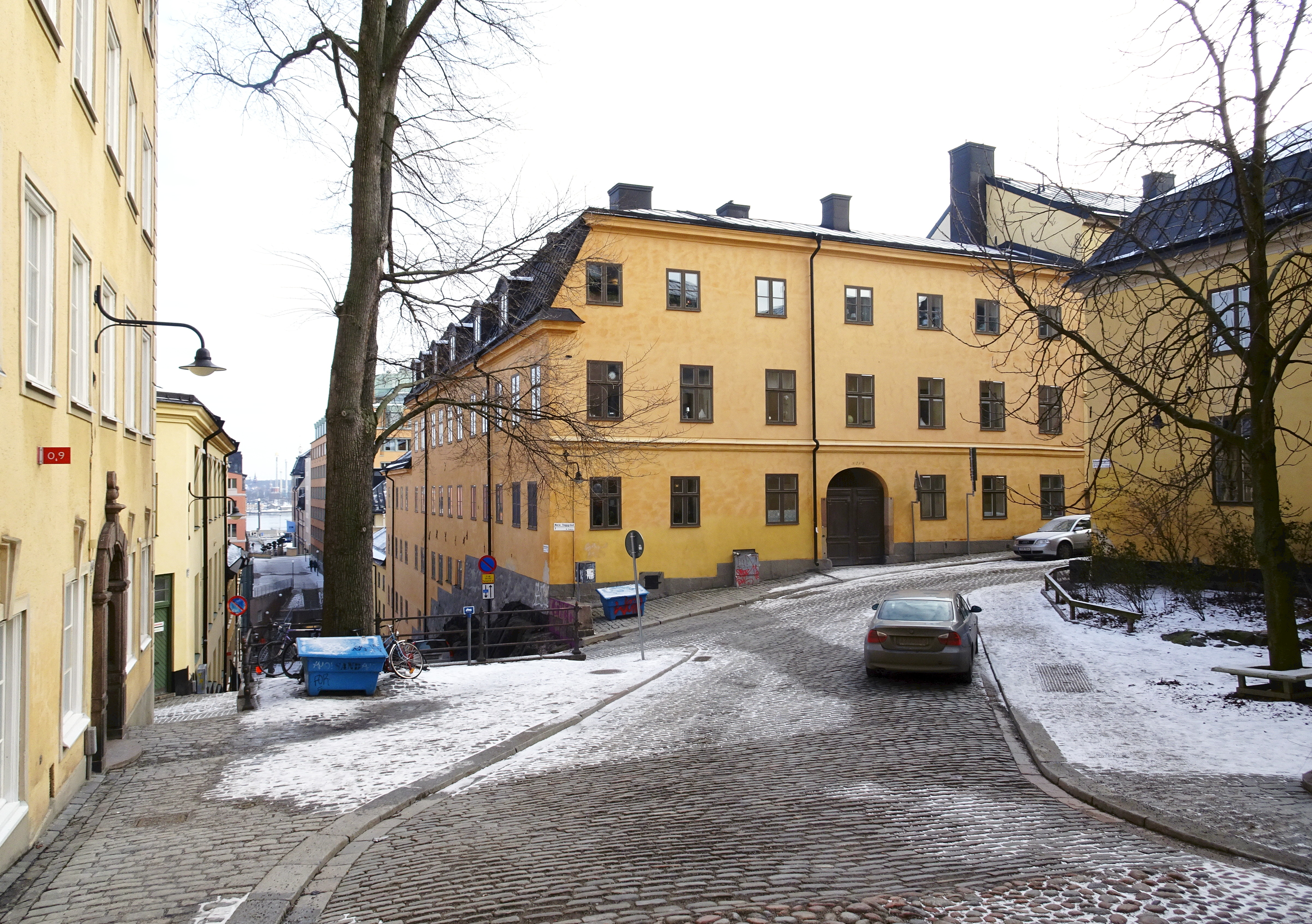
Brännkyrkagatan mot öster, rakt fram syns kvarteret Stenbocken.

Brännkyrkagatan är en gata mellan Pustegränd och Kristinehovsgatan på Södermalm i Stockholm. Brännkyrkagatan delas av Torkel Knutssonsgatan i ett östra och ett västra avsnitt. Hornstullsgatan utgjorde fram till sekelskiftet 1900 den västra delen av Brännkyrkagatan som då slutade vid tullhusen vid Hornstull. På Brännkyrkagatans östra avsnitt ("Besvärsbacken") finns stockholmsgatornas brantaste lutning med 22%.

## Historik

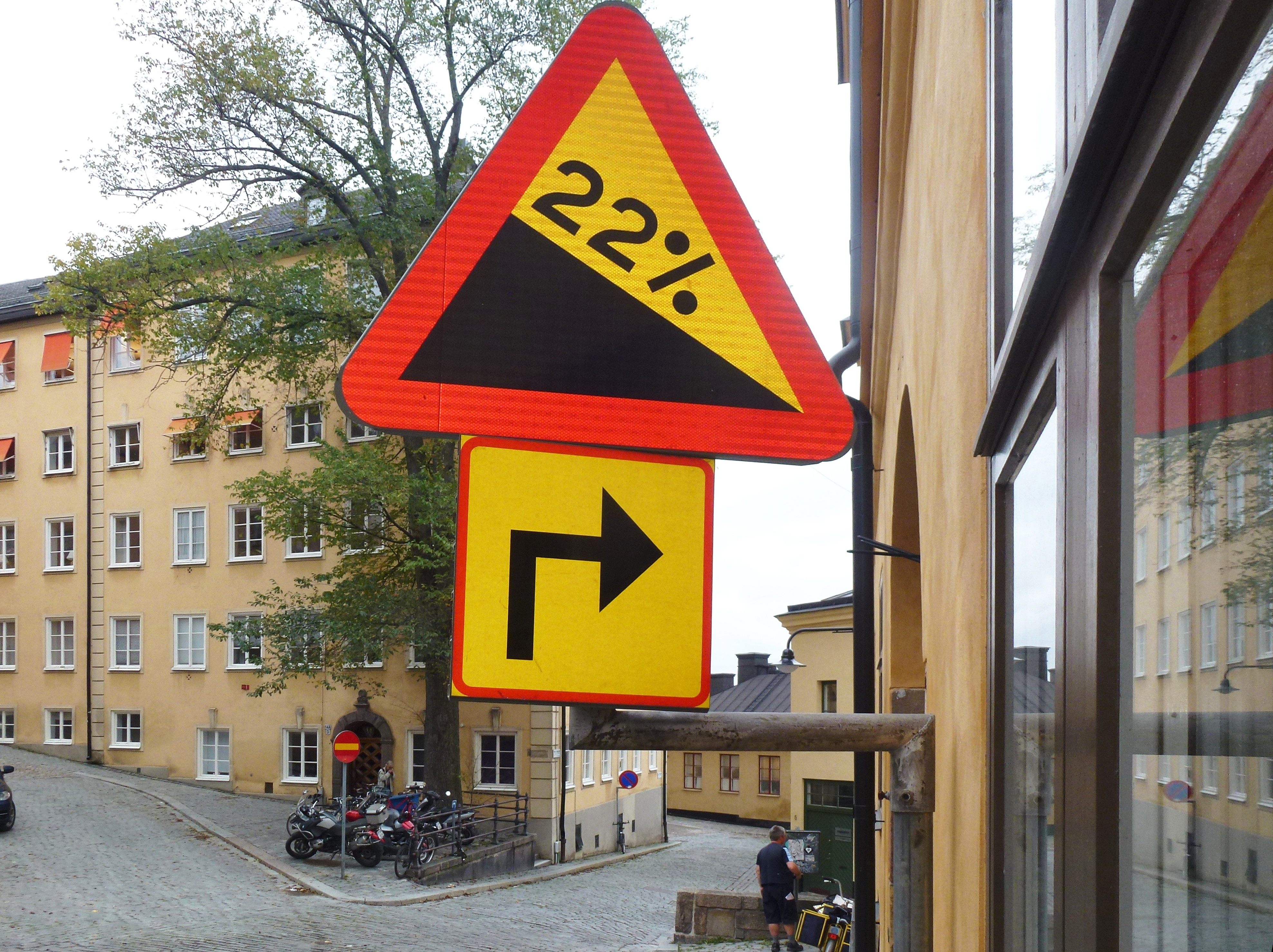
Skylt i Maria trappgränd.

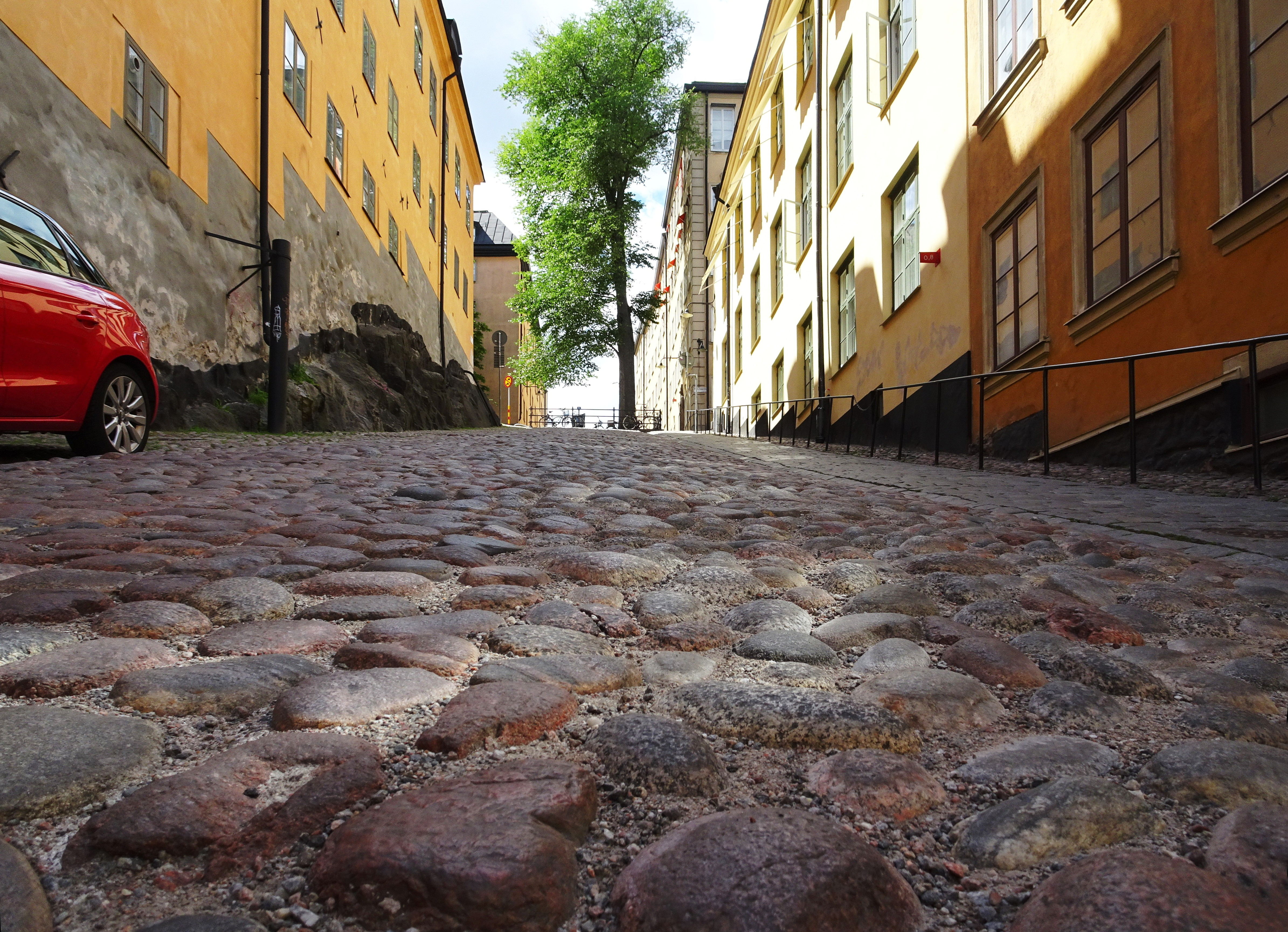
"Besvärsbacken" 2018.

Gatan fick sitt nuvarande namn vid namnrevisionen 1885, samtidigt med Sveavägen vars tidigare namn var Stora Badstugatan och kunde förväxlas med Brännkyrkagatan som också hette Stora Bastugatan. Andra namn för Brännkyrkagatan var bland annat Besvärsgatan. 
På 1600-talet förekom även beteckningen Gamble Badestugegatathun och Stora badstwege gattan. På 1700-talets början kallas gatan Besvärsbacken. Fram till 1959 började gatan vid Södermalmstorg, då Centralbron öppnades. Fram till 1964 fortsatte gatan efter Kristinehovsgatan via nuvarande Hornsbruksgatan och Bergsunds strand ända fram till flottbron vid Liljeholmsviken, den var således mycket lång.
Den branta backen vid Pustegränd kallades tidigare ofta för Besvärsbacken. Backen är Stockholms brantaste gata med en lutning av 22%. Den användes i början på 1900-talet som en plats för testkörning av bilar och för att utföra bromsprov för Kompetensbevis för bilkörning (dagens körkort). Här visade 1907 en av Sveriges första kvinnliga bilister, Alexandra Gjestvang, ett bromsprov för sitt kompetensbevis. Bredvid henne satt fadern, generalkonsul E.C. Gjestvang som var Sveriges första bilhandlare. Runtomkring stod en nyfiken folkmassa.

## Besvärsbacken då och nu
| Bilkörning i "Besvärsbacken" omkring år 1900 och från samma plats år 2018. Numera är backen enkelriktad; man får bara köra nerför. |  | Bilkörning i "Besvärsbacken" omkring år 1900 och från samma plats år 2018. Numera är backen enkelriktad; man får bara köra nerför. |
| Bilkörning i "Besvärsbacken" omkring år 1900 och från samma plats år 2018. Numera är backen enkelriktad; man får bara köra nerför. |  | |

## Lilla Puckeln
Liksom Hornsgatan har även Brännkyrkagatan en "puckel", en så kallad apparell som är en rest av 1700-talets gatunivå. Den kallas även Lilla Puckeln med anspelning på Stora Puckeln som avser Hornsgatspuckeln. Lilla Puckeln är resultatet av en gatujustering som utfördes 1885 i samband med bygget av Mariahissen då nivåerna på Brännkyrkagatan jämnades ut för att underlätta transporterna till och från hissen. Ingångarna till fastigheterna där gatan sänktes hamnade långt upp på fasaden och fick byggas om eller angöras via en gångbrygga som man kan se på äldre fotografier.
Vid "puckelns" norra sida ligger kvarteret Ugglan med flera kulturhistorisk intressanta byggnader som representerar den borgerliga bebyggelsen i Stockholm under sent 1700-tal. De är blåklassade av Stadsmuseet i Stockholm, vilket innebär att bebyggelsen har "synnerligen höga kulturhistoriska värden" motsvarande fordringarna för byggnadsminnen.

## Bilder

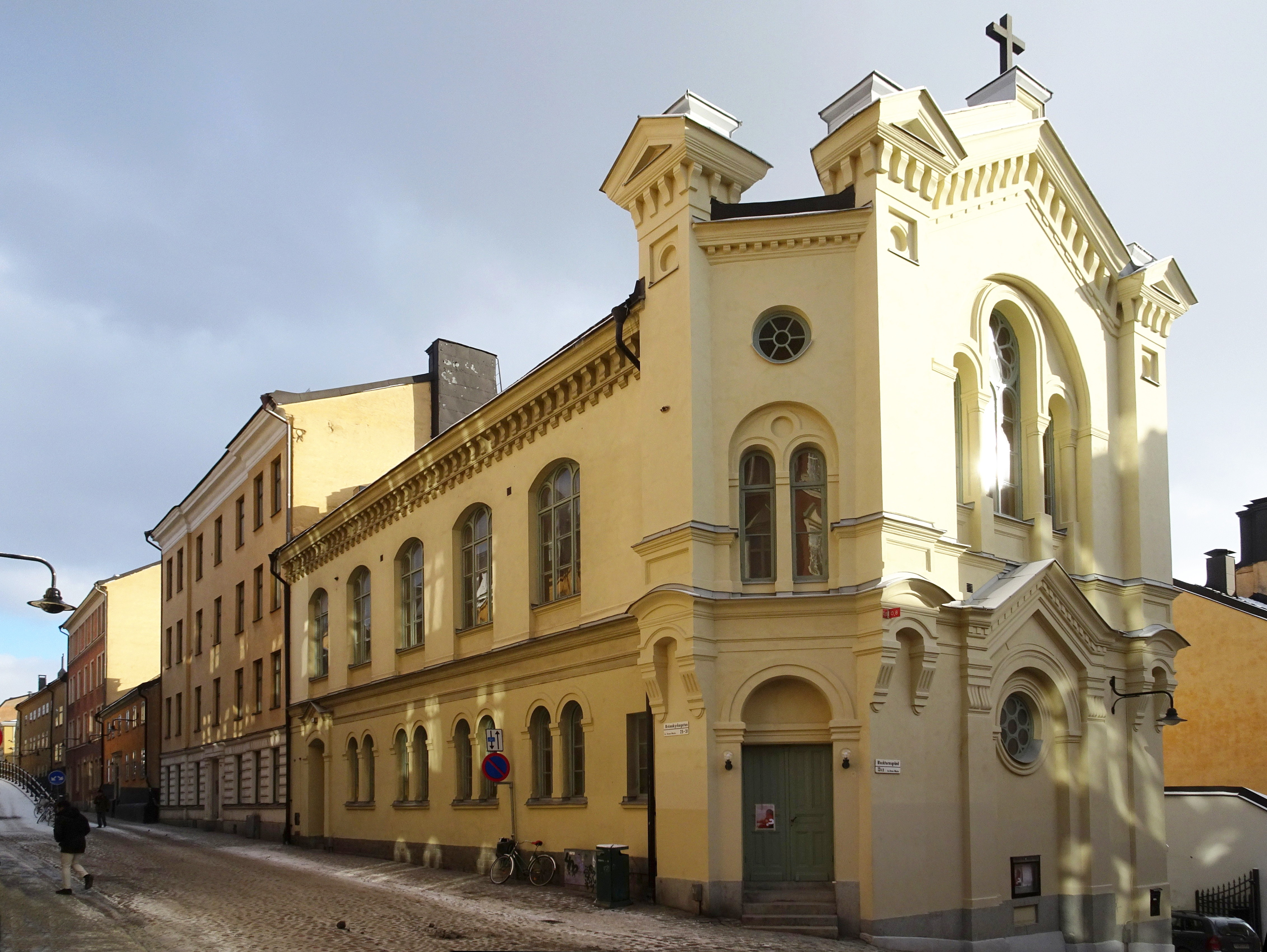
Söderhöjdskyrkan Bellmansgatan 31.
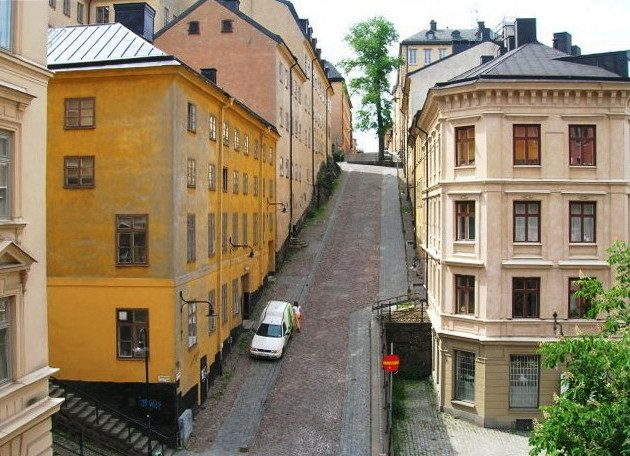
"Besvärsbacken" mot väster.
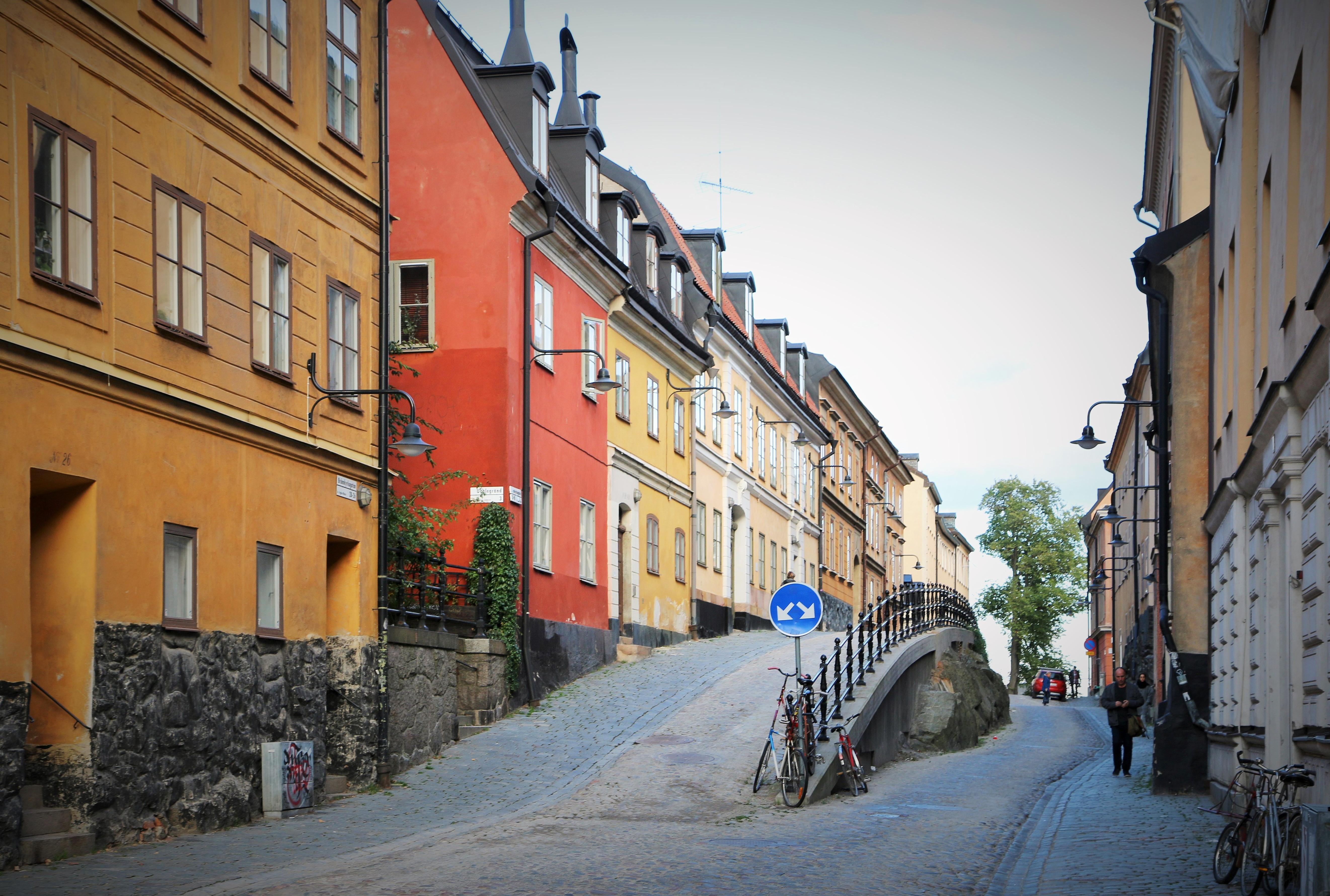
Brännkyrkagatan 18-22, "Lilla Puckeln".
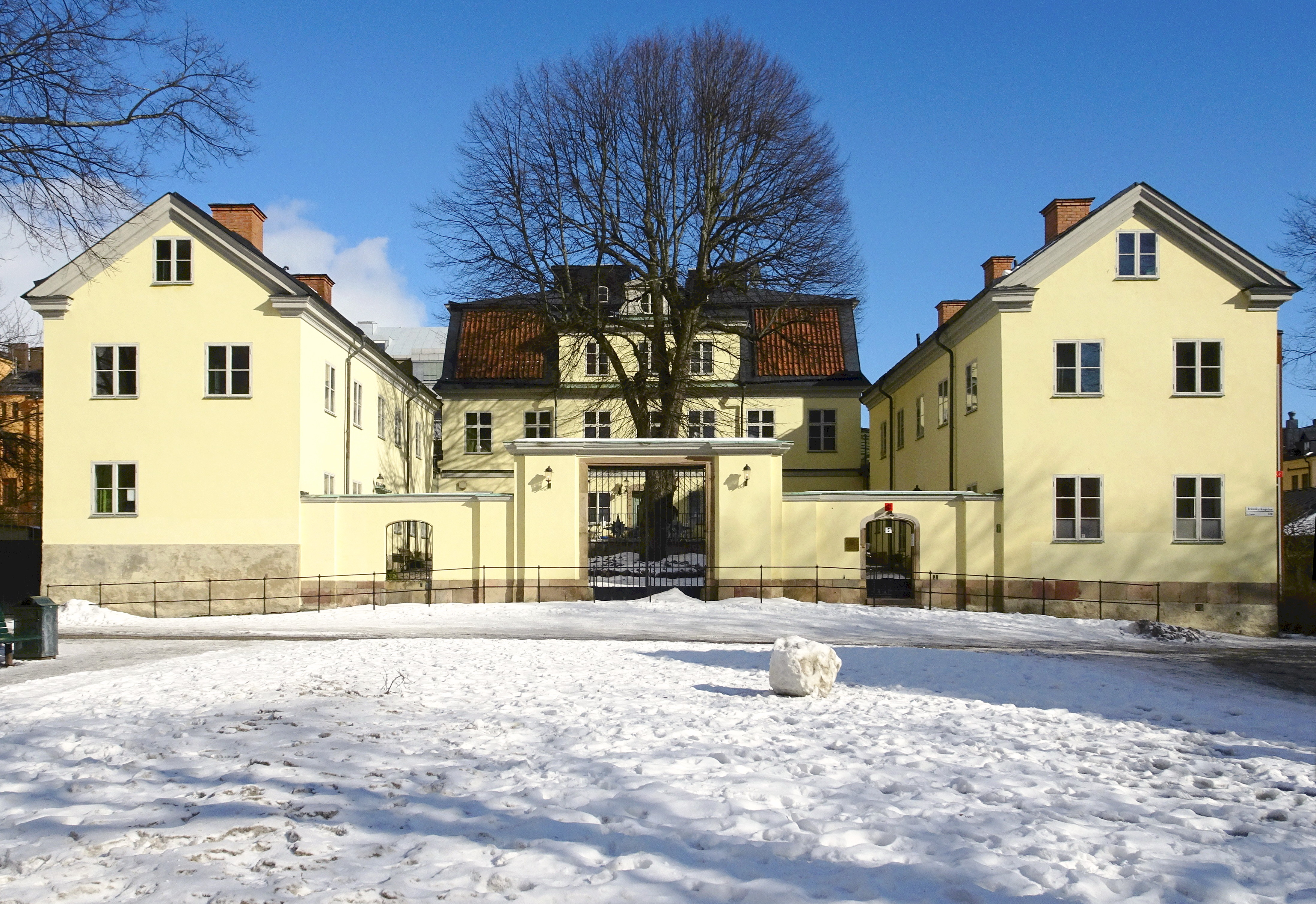
Wirwachs malmgård, Brännkyrkagatan 100-112.
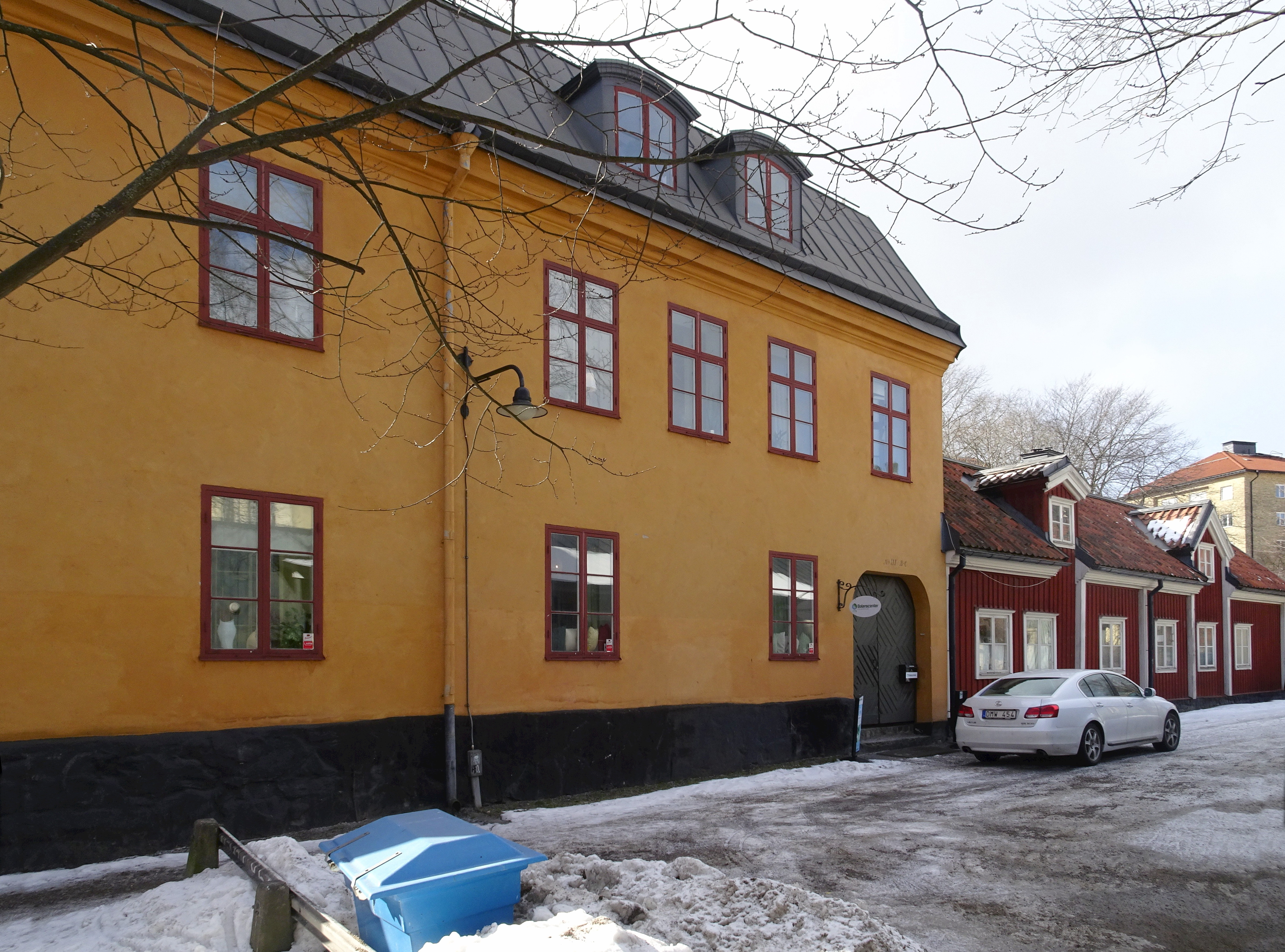
Tapeten 9, Brännkyrkagatan 111 B–C.

## Byggnader i urval

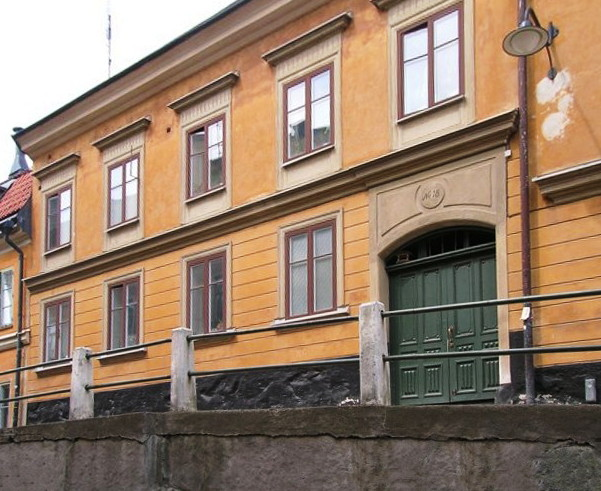
Wahlbergska huset, Brännkyrkagatan 18.

- Nr 11, Alfvingska huset, uppfört 1791, påbyggt 1882 och 1915
- Nr 13, Petter Gödeckes sockerbruk, uppfört 1737 utvidgat 1837
- Nr 15, Brinck, Hafström & Co, tobaksfabrik, huset uppfört 1762 utvidgad 1785
- Nr 18, Wahlbergska huset, uppfört på 1770-talet
- Nr 20, Johan Petter Bloms hus, uppfört 1767
- Nr 21, Kjellbeckska huset, uppfört 1759
- Nr 22, Rönnerbergska huset, uppfört 1759
- Nr 24, Kamreraren Bergs hus, uppfört 1761
- Nr 23, Hasselqvistska huset, uppfört 1765
- Nr 25, Felleniuska huset, uppfört 1897
- Nr 26, Wilhelm Elies hus, uppfört 1768 och tillbyggt 1786
- Nr 31, Söderhöjdskyrkan, uppfört 1886
- Nr 66–68, Wicanders korkfabrik (numera riven)
- Nr 71, Måleriyrkets museum, uppfört 1781
- Nr 100–110, Wirwachs malmgård, uppfört 1770-tal
- Nr 112–114 (dåvarande Hornstullsgatan 8-10), A.W. Friestedts Tekno-Kemiska Fabrik, 1856–1894 (numera riven)

## Intressanta kvarter och fastigheter vid gatan

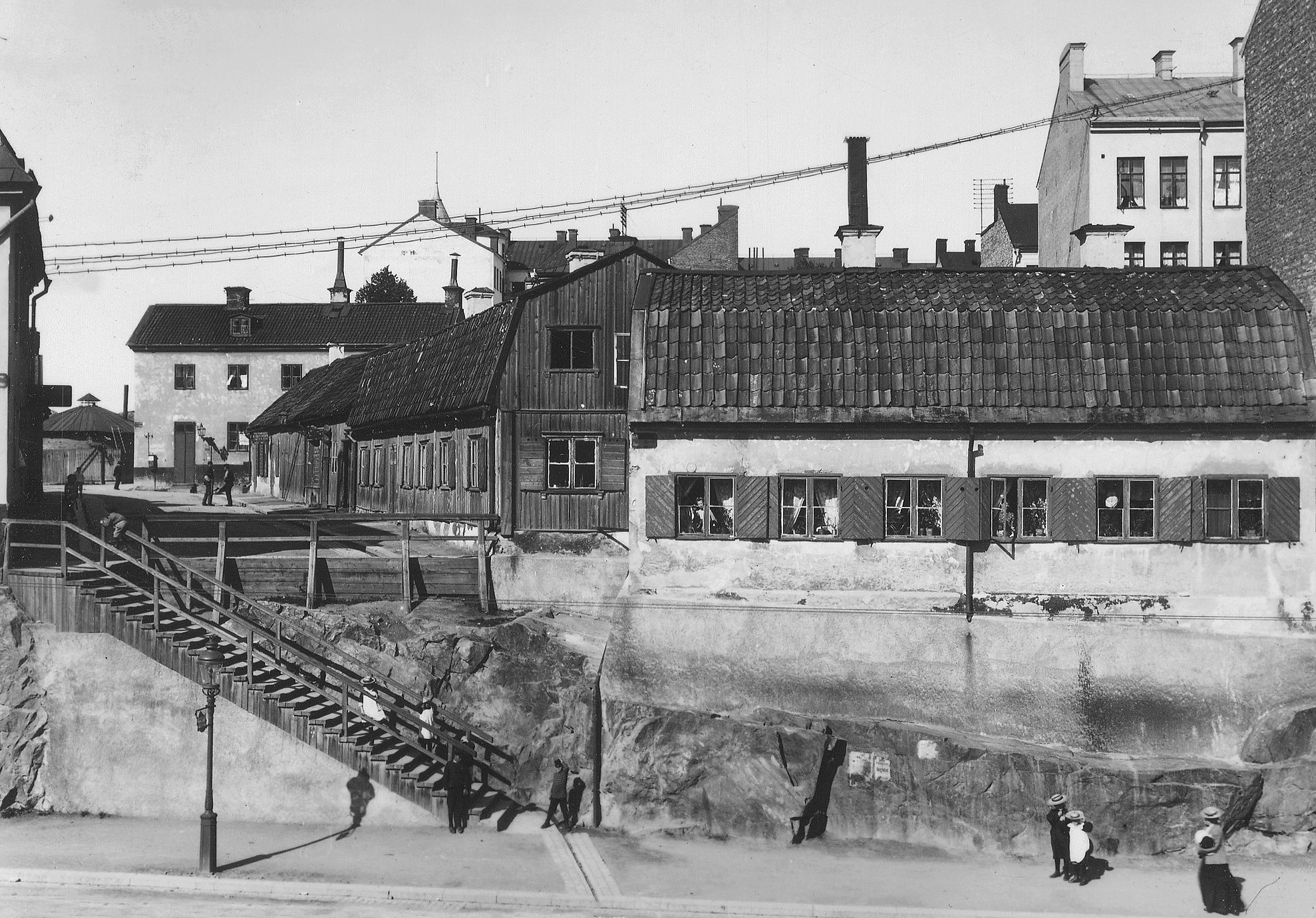
Hornskrokens norra del sedd från Hornsgatan, hör numera till Brännkyrkagatan, foto från 1906 (se fastigheten Tapeten 9).

Från öst till väst.
- Kvarteret Överkikaren
- Kvarteret Stenbocken
- Kvarteret Fotangeln
- Kvarteret Svalgången
- Kvarteret Ormen mindre
- Kvarteret Ugglan
- Kattfoten större 30
- Kattfoten mindre 10
- Tapeten 9